# Julius Laetus
Julius Laetus (gestorven 198) was een Romeinse generaal die in het laatste decennium van de 2e eeuw aan de zijde van keizer Septimius Severus vocht. Door zijn grote populariteit onder de troepen ging Severus, eenmaal keizer, hem als een concurrent zien. Hij liet Laetus in 198 executeren. 

## Biografie
In 193, het vijfkeizerjaar, voerde Laetus de voorhoede van het leger van Septimus Severus aan tijdens de opmars door Italia. Het doel was om het bewind van Didius Julianus omver te werpen. 
Didius Julianus probeerde door Severus tot medekeizer te benoemen zich nog te handhaven. Om dit te bewerkstelligen zond hij Tullius Crispinus om te onderhandelen. Laetus onderschepte deze missie en nam Tullius Crispinus gevangen. Hij adviseerde Severus om hem te executeren. Severus volgde dat advies op.
In 195 diende Laetus in Mesopotamia. Hij was daar commandant van een van drie expeditionaire corpsen. Bij twee opeenvolgende gelegenheden verwoestte hij land van de rebellen (waarschijnlijk de rijken van Osroene en Adiabene), een opstand die werd ingegeven door koning Vologases V van Parthië). Ook wist hij verschillende steden voor het Romeinse Rijk te veroveren.
Tijdens de Slag bij Lugdunum (197) voerde Laetus het commando over de cavalerie van Severus. Hij bracht de beslissende slag toe aan de strijdkrachten van Clodius Albinus. Nog in hetzelfde jaar keerde hij terug naar Mesopotamia om daar een invasie door het Parthische Rijk te bestrijden. Hij moest de stad Nisibis te hulp schieten.
De keizer gaf hem, jaloers op zijn populariteit, vervolgens geen belangrijke functie. Om deze reden gaf Severus in 198, tijdens de mislukte belegering van de stad Hatra, bevel tot de executie van Julius Laetus, blijkbaar omdat de soldaten weigerden om aan de strijd deel te nemen als zij niet onder het commando van Julius Laetus stonden. Achteraf verspreidde hij de lezing dat Laetus en zijn soldaten van plan waren om de troon over te nemen, maar dit was meer een lezing die bedoeld was om na de executie van Julius Laetus de keizerlijke beslissing te rechtvaardigen.

## Voetnoten
1. ↑  Birley, blz. 99
2. ↑  Birley, blz. 116
3. ↑  Birley, blz. 125
4. ↑  Birley, blz. 126
5. ↑   Birley, blz. 131